# Pólife
En la mitología griega Pólife o Polife (en griego Πολυφη, «ingeniosa») es una de las oceánides y madre de Atenea Hipea («de los caballos»), habida con Poseidón, según una única versión transmitida en época bizantina. Atenea se había ganado este epíteto por ser la primera en usar un carro tirado por caballos. Acaso Pólife sea otra denominación de Metis, la madre de Atenea en su unión con Zeus, por su etimología.
Otros identifican a esta Atenea Hipea como la madre de los Coribantes de Rodas en su unión con Helios. En esta versión Atenea Hipea sería la sustituta de la ninfa Rode, en tanto que los Coribantes serían otro nombre de los Telquines.